# فوقوا
فوقوا (بالفرنسية: Vauquois) هي بلدية فرنسية تابعة لإقليم موز في قسم غراند إيست وهي تقع في الشمال الشرقي من فرنسا.
خلال الحرب العالمية الأولى، كانت فوقوا موقعا لحرب دموية فيما عرف بحرب المناجم (وهي حروب دارت في الأنفاق والكهوف المحفورة في الأرض)، وعرفت أيضا لارتباطها بمعركة فردان (1916).
مابين عامي 1915 و 1918 أطلقت وحدات الأنفاق الفرنسية والألمانية 519 لغما في فوقوا، وبلغ طول شبكة الألمان تحت تل القرية (Butte de Vauquois) 17 كيلومتر (11 ميل).
فوقوا دمرت تماما خلال هذه الحرب ولايزال موجودا العديد من الحفر والفوهات من آثار تلك الحرب.
عالم البرديات الفرنسي جان ماسبيرو (1885–1915) مات في فوقوا.

## أعلام
- جان ماسبيرو